# Antoni Marian Stefański
Antoni Marian Stefański (także: Antoni Stefański, ps. „Stary Maciej”, ur. w maju 1865 w Szamotułach, zm. 21 października 1929 w Poznaniu) – polski pisarz, dziennikarz, tłumacz, wydawca i działacz oświatowy. Pisał głównie tzw. powieści dla ludu oraz poradniki z opisami gier i zabaw domowych oraz na świeżym powietrzu.

## Życiorys
W latach 1895–1903 współpracował z Karolem Miarką (młodszym). Był jednym z założycieli polskiego towarzystwa oświatowego Zgoda w Mikołowie. W okresie od 1903 do 1912 był dyrektorem „Gazety Grudziądzkiej”. Po przejściu na emeryturę zamieszkał w Poznaniu.
Przetłumaczył na język polski m.in. powieść Lewisa Wallace’a – Ben Hur: opowiadanie historyczne z czasów Jezusa Chrystusa.